# Rhipicephalus
Rhipicephalus is een geslacht van harde teken dat ongeveer 74 soorten omvat. Van die 74 soorten komen er maar twee voor in Europa: R. sanguineus (echte hondenteek) en R. bursa. Veel soorten zijn vectoren voor menselijke ziektes en dierziektes. Het geslacht Rhipicephalus staat bekend om het feit dat de verschillende soorten, voornamelijk in het larvestadium, slecht van elkaar te onderscheiden zijn.
De soorten komen wereldwijd voor, en verkiezen warme en vochtige omgevingen. De teken leven in bomen en kunnen het soms langer dan een jaar zonder voedsel volhouden. Er zijn zowel soorten die twee gastheren nodig hebben, andere hebben er drie. De mogelijke gastheer kan van alles zijn; de teken leven onder andere op knaagdieren, antilopen, vee of huisdieren. De Rhipicephalus-soorten kunnen ook een scala aan ziekten verspreiden, wat afhankelijk is van de geografische locatie en de soort teek.

## Soorten
Het geslacht kent de volgende soorten:
- Rhipicephalus annulatus Say, 1821
- Rhipicephalus appendiculatus Neumann 1901
- Rhipicephalus aquatilis Walker, Keirans & Pegram, 1993
- Rhipicephalus armatus Pocock, 1900
- Rhipicephalus arnoldi Theiler & Zumpt, 1949
- Rhipicephalus bequaerti Zumpt, 1949
- Rhipicephalus bergeoni Morel & Balis, 1976
- Rhipicephalus boueti Morel, 1957
- Rhipicephalus bursa Canastrini & Fanzago, 1878
- Rhipicephalus camicasi Morel, Mouchet & Rodhain, 1976
- Rhipicephalus capensis Koch, 1844
- Rhipicephalus carnivoralis Walker, 1966
- Rhipicephalus complanatus Neumann, 1911
- Rhipicephalus compositus Neumann, 1897
- Rhipicephalus cuspidatus Neumann, 1906
- Rhipicephalus decoloratus Koch, 1844
- Rhipicephalus deltoideus Neumann, 1910
- Rhipicephalus distinctus Bedford 1932
- Rhipicephalus duttoni Neumann, 1907
- Rhipicephalus dux Dönitz, 1910
- Rhipicephalus exophthalmos Keirans & Walker 1993
- Rhipicephalus follis Dönitz, 1910
- Rhipicephalus fulvus Neumann, 1913
- Rhipicephalus geigyi Aeschlimann & Morel, 1965
- Rhipicephalus gertrudae Feldman-Muhsam, 1960
- Rhipicephalus glabroscutatum Du Toit, 1941
- Rhipicephalus guilhoni Morel & Vassiliades, 1963
- Rhipicephalus haemaphysaloides Supino, 1897
- Rhipicephalus humeralis Rondelli, 1926
- Rhipicephalus hurti Wilson, 1954
- Rhipicephalus interventus Walker, Pegram & Keirans, 1995
- Rhipicephalus jeanneli Neumann 1913
- Rhipicephalus kochi Dönitz, 1905
- Rhipicephalus kohlsi Hoogstraal & Kaiser, 1960
- Rhipicephalus leporis Pomerantsev, 1946
- Rhipicephalus longiceps Warburton 1912
- Rhipicephalus longicoxatus Neumann, 1905
- Rhipicephalus longus Neumann, 1907
- Rhipicephalus lounsburyi Walker, 1990
- Rhipicephalus lunulatus Neumann 1907
- Rhipicephalus maculatus Neumann, 1901
- Rhipicephalus masseyi Nuttall & Warburton 1908
- Rhipicephalus microplus Canestrini, 1888
- Rhipicephalus moucheti Morel, 1965
- Rhipicephalus muehlensi Zumpt, 1943
- Rhipicephalus muhsamae Morel & Vassiliades, 1965
- Rhipicephalus neumanni Walker, 1990
- Rhipicephalus nitens Neumann, 1904
- Rhipicephalus oculatus Neumann 1901
- Rhipicephalus oreotragi Walker & Horak, 2000
- Rhipicephalus pilans Schulze, 1935
- Rhipicephalus planus Neumann, 1907
- Rhipicephalus praetextatus Gerstäcker, 1873
- Rhipicephalus pravus Dönitz, 1910
- Rhipicephalus pseudolongus Santos Dias, 1953
- Rhipicephalus pulchellus Gerstäcker, 1873
- Rhipicephalus pumilio Schulze, 1935
- Rhipicephalus punctatus Warburton 1912
- Rhipicephalus pusillus Gil Collado, 1936
- Rhipicephalus ramachandrai Dhanda, 1966
- Rhipicephalus rossicus Yakimov & Kol-Yakimova, 1911
- Rhipicephalus sanguineus Latreille, 1806
- Rhipicephalus scalpturatus Santos Dias, 1959
- Rhipicephalus schulzei Olenev 1929
- Rhipicephalus sculptus Warburton 1912
- Rhipicephalus senegalensis Koch, 1844
- Rhipicephalus serranoi Santos Dias 1950
- Rhipicephalus simpsoni Nuttall 1910
- Rhipicephalus simus Koch, 1844
- Rhipicephalus sulcatus Neumann, 1908
- Rhipicephalus supertritus Neumann, 1907
- Rhipicephalus theileri Bedford & Hewitt, 1925
- Rhipicephalus tricuspis Dönitz, 1906
- Rhipicephalus turanicus Pomerantsev 1936
- Rhipicephalus warburtoni Walker & Horak, 2000
- Rhipicephalus zambeziensis Walker, Norval & Corwin, 1981
- Rhipicephalus zumpti Santos Dias, 1950
- Rhipicephalus Ziemanni Neumann, 1904